# SimCity Societies: Destinations
SimCity Societies: Destinations (рус. - SimCity Город с характером "Туристический рай") - это дополнение к основной игре SimCity Societies, вышедший в свет 23 июня 2008 года.

## Особенности

Панорама города-курорта в SimCity Societies "Туристический рай".

Основной акцент в SimCity Город с характером "Туристический рай" ставится на туризм, где разработчиками были добавлены новые функции, такие как реклама города, выбор определённой "Политики" для определённого типа общества, которая за определённую плату, выражающаяся в денежном эквиваленте или в количестве какой-либо социальной энергии, может оказать влияние на развитие города, его жителей и самих туристов. Также добавлены новые фильтры социумов, которые ориентированы на определённый вид туризма (семейный отдых или развлечения в казино) и множество различных типов туристов.
Также в этом дополнении появились типы транспортов, ориентированных на международные и междугородние пассажирские перевозки (аэропорт, морской порт, автобусный вокзал), добавлены новые здания. Улучшен генератор карт.

## Туристы
В каждый город будут приезжать разные туристы и оценивать город по разным аспектам:
- Путешественники выходного дня — приезжают на короткий срок, ищут места для развлечения и отдыха.
- Студенты — ищут весёлые приключения, ходят в рестораны и места развлечений.
- Дети — ищут места, где можно просто весело провести время
- Руководители — ищут себе самые шикарные условия временного проживания, посещают лучшие рестораны и не отказывают себе в досуге и развлечениях.
- Гурманы — ищут лучшие рестораны в городе, а также посещают места досуга.
- Профессиональные игроки — приезжают в город, чтобы делать новые ставки. Они прежде всего интересуются азартными играми, а также посещают места досуга.
- Экскурсанты — изучают город, посещают все общественные места. Они также не прочь повеселиться в развлекательных центрах.
- Обессиленные горожане — отправляются в отпуск, чтобы отдохнуть. Посещают места для простого отдыха.
- Пилигримы — приезжают в город, чтобы посетить места поклонения.
- Искатели приключений — ищут места экстремального развлечения. Любят приключения.
- Поклонники — люди, которые недавно стали поклонниками во время визита в ваш город. Ищут новые места поклонения.

Каждые класс туристов по своему может оценить город, например если в городе очень много мест развлечений, но фактически отсутствуют религиозные сооружения, то отзывы у искателей приключений будут положительными, а у пилигримов — отрицательные.